# Klaus Zylla
Klaus Zylla (* 23. September 1953 in Cottbus) ist ein deutscher Maler, Grafiker und Illustrator.

## Leben
Klaus Zylla wurde am 23. September 1953 in Cottbus geboren. Nach dem Abschluss der Polytechnischen Oberschule (POS) erlernte er den Beruf eines Baufacharbeiters mit Abitur im Wohnungsbaukombinat Hoyerswerda. Arbeit als Verputzer und anschließender Wehrdienst bei der NVA, ab 1975 Studium in der Fachrichtung Baustoffverfahrenstechnik an der Hochschule für Architektur und Bauwesen in Weimar bis zur Exmatrikulation auf eigenen Wunsch. Von 1977 bis 1980 arbeitete er als Siebdrucker in der Konsum-Werbung-Druckerei in Berlin und studierte von 1977 bis 1980 zunächst im Abendstudium, ab 1980 direkt an der Kunsthochschule Berlin-Weißensee bis zur Exmatrikulation auf eigenen Wunsch. In den Jahren 1982 bis 1984 leitete er die Siebdruckwerkstatt an der Hochschule für Bildende Künste Dresden.
Von 1985 bis 1990 unterhielt er eine eigene Siebdruckwerkstatt in Berlin.
Seit 1990 arbeitet Klaus Zylla als freischaffender Künstler mit zahlreichen Einzelausstellungen und Ausstellungsbeteiligungen unter anderen in Deutschland, den USA, Frankreich, Belgien, den Niederlanden, Schweden, der Schweiz und Portugal und ist in zahlreichen Sammlungen vertreten.
1993 Kunstpreis der Grundkreditbank Berlin
Zahlreiche Künstlerbücher (Originalgrafische Verfahren und Unikate)
Klaus Zylla lebt in Berlin.

## Museen und öffentliche Sammlungen mit Werken Zyllas (unvollständig)
- Berlin: Berlinische Galerie[1]
- Berlin: Stiftung Kunstforum der Berliner Volksbank